# Atlantis (Marvel)
Atlantis es un lugar ficticio que aparece en los cómics estadounidenses publicados por Marvel Comics. Se basa en la mítica isla de Atlantis mencionada por primera vez en el diálogo inicial de Platón, el Timeo, escrito c. 360 a. En el Universo Marvel, Atlantis era un pequeño continente (casi del mismo tamaño que la Australia moderna) con muchos asentamientos humanos. Hace más de 21,000 años, un evento llamado "Gran Cataclismo" hizo que se sumergiera en el mar.
Se debe notar que en uno de los primeros números de Iron Man, Tales Of Suspense #43, aparece otra versión diferente de la mítica Atlántida, esta vez como una ciudad que se hundió hasta el centro de la tierra. Esta segunda versión no tuvo mayor relevancia y es un defecto de continuidad del Universo Marvel. 

## Historia ficticia
Los habitantes de la antigua Atlántida construyeron una enorme cúpula de vidrio sobre la ciudad capital, también conocida como Atlántida. Cuando los bárbaros enviados por el Deviant Lemuria imperio atacaron Atlantis, Rey Kamuu abrió el magma-pozos que eran los medios de la ciudad de calefacción. Esto hizo que el continente se hundiera. Kamuu fue advertido del Gran Cataclismo por el vidente, Zhered-Na. Cuando ella se negó a retractarse, él la exilió al continente, donde más tarde fue apuñalada por los sobrevivientes de la inmersión.
Los sacerdotes e intelectuales de la ciudad de Netheria previeron el ataque lemuriano y fortificaron su ciudad, y así se hundió intacta. Holanda todavía existe hoy, gobernada por la reina Kala. Otros atlantes antiguos sobrevivieron al hundimiento del continente por varios métodos, entre ellos, Dakimh el Encantador, Varnae y Stygyro.
Hace unos 8,000 años, un grupo de nómadas del Homo mermanus descubrió las ruinas de la ciudad de Atlantis. Hicieron de las ruinas de los asentamientos humanos en Atlantis su hogar y desarrollaron una sociedad allí utilizando todo el material que pudieron rescatar de los restos. Por lo tanto, a estas personas se las conoce como "atlantes", ya que es en la ciudad de Atlantis donde surgió su primera sociedad compleja.
Quinientos años después del asentamiento de Atlantis, otro grupo de Homo mermanus deja Atlantis para encontrar su propia ciudad; esta vez en una parte de las ruinas de Lemuria, otro continente sumergido durante el Gran Cataclismo. Estos "lemurianos", como ahora se llaman a sí mismos, descubren la Corona Serpiente en las ruinas de su ciudad. La Corona Serpiente había sido elaborada por antiguos alquimistas atlantes como un barco habilitado por el demonio dios Set. A través de la exposición de su líder Naga y el uso extensivo del antiguo dispositivo místico, se vuelven más parecidos a serpientes que sus primos atlantes. 
Los atlantes tienen poco o ningún contacto con sus primos humanos durante milenios. Sin embargo, las dos razas entran en contacto sostenido, a menudo hostil, a partir del siglo XX. En ocasiones, los atlantes invaden el mundo de la superficie. El Príncipe actual, Namor, el Sub-Marinero, es inicialmente hostil al mundo de la superficie, pero lucha en alianza con las Potencias Aliadas contra las Potencias del Eje durante la Segunda Guerra Mundial. Namor defiende Atlantis contra villanos como Attuma y Señor de la Guerra Krang, quienes intentan derrocarlo y apoderarse de Atlantis.
La ciudad de Atlantis se daña cuando el súper villano Nitro explota, llevándose consigo al traidor hijo de Namor, Kamar.
Tras el ataque de Namor a Wakanda durante Avengers vs. X-Men las dos naciones se involucran en un conflicto violento. Después de mucho derramamiento de sangre, Namor se acerca a Pantera Negra y extiende una ofrenda de paz a la Reina Shuri. A pesar de esto, Wakanda lanza una huelga total en Atlantis, destruyendo la ciudad y matando a varios soldados de Namor en el proceso.

## Otras versiones

### Exiliados
Los Exiliados visitaron otras realidades que tenían su propia versión de Atlantis:
- En la Tierra-1016, los exiliados se encontraron con una realidad en la que las fuerzas de la Atlántida estaban exterminando a la humanidad. Se unieron al Doctor Doom de esa realidad para defenderse de los atlantes.[8]
- Contra-Tierra tiene su versión de Atlantis. Proteus subió la Atlántida a la superficie y atrapó a los atleanos en el interior como una forma de sofocarlos.[9]

### Marvel Noir
En la realidad de Marvel Noir, Atlantis emparejó las descripciones de Platón con estar cerca de los Pilares de Heracles, siendo altamente avanzado y potenciado por el Orichalcum. Como el Orichalcum demostró ser demasiado poderoso para ser el superconductor del Atlante, creó un vórtice que hundió la Atlántida debajo del océano.

### Ultimate Marvel
Las ruinas de la versión Ultimate Marvel de Atlantis son descubiertas por los Cuatro Fantásticos durante una expedición. A diferencia de su contraparte de la Tierra-616, se demuestra que esta versión de Atlantis ha estado desprovista de vida durante miles de años. Al ser encontrado por los Cuatro, Namor sugiere que Lemuria había destruido el continente en algún momento durante su estadía en estasis. Durante Ultimatum, se revela que las ruinas contienen una pequeña bolsa de sobrevivientes, dirigida por Namora.

## En otros medios

### Cine
- El nombre original de Atlantis fue Talocán, una ciudad bajo el agua perteneciente a la mitología maya. Esta versión aparecerá en la película Black Panther: Wakanda Forever, ambientada en el Universo Cinematográfico de Marvel a estrenarse en 2022.

### Televisión
- Atlantis apareció en la parte Sub-Marinero de The Marvel Super Heroes.
- Atlantis aparece como Pacifica en el episodio de Los Cuatro Fantásticos (1967) "Peligro en las Profundidades". Se presentó como Pacifica debido al nombre de Atlantis que se usaba en el show de Marvel Super Heroes en ese momento.
- Atlantis aparece en el episodio de Los 4 Fantásticos (1994) "Wrath of the Sub-Mariner".
- Atlantis aparece en el episodio de The Avengers: United They Stand, "To Rule Atlantis".
- Atlantis aparece en el episodio de Fantastic Four: Greatest Heroes "Imperious Rex". Los Cuatro Fantásticos visitan Atlantis para que Namor cancele sus monstruos marinos. En "Atlantis Attacks", Attuma intenta apoderarse de Atlantis.
- Atlantis aparece en Avengers Assemble.

### Videojuegos
- Atlantis aparece como un nivel en Marvel: Ultimate Alliance. Con los emisores de sonido suministrados por el Doctor Doom y sus Maestros del Mal, Attuma se hace cargo de Atlantis con la ayuda de Tiburón Tigre, Señor de la Guerra Krang y Byrrah. El jugador confía en una inyección especial de nanita para respirar bajo el agua durante el nivel.